# Salinen von Fuencaliente

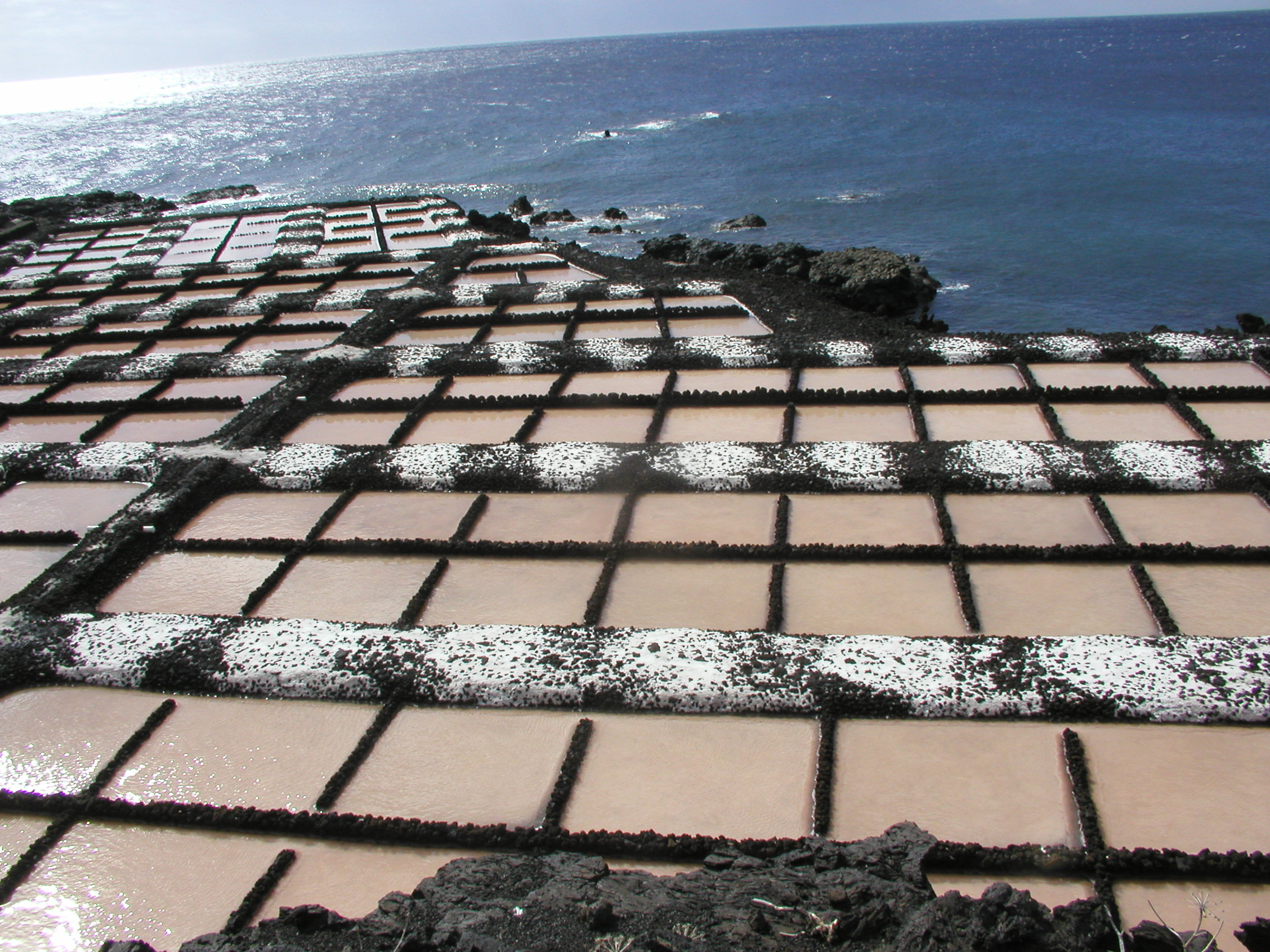
Teil der Salinen

Die Salinen von Fuencaliente befinden sich auf der Südspitze der Insel La Palma und sind Becken zur Salzgewinnung. Sie liegen in der Gemeinde Fuencaliente de La Palma, direkt neben dem Leuchtturm Faro de Fuencaliente, an einem Ort, an dem alle für die Salzproduktion notwendigen Elemente zusammentreffen: mäßige Winde, geringe Niederschläge und eine hohe Zahl von Sonnenstunden pro Tag. Sie umfassen eine Fläche von ca. 35.000 m² und gehören zum Naturdenkmal Los Volcanes de Teneguía. 1994 wurden sie zu einem Gebiet von wissenschaftlichem Interesse erklärt, weil sie ein Rastplatz für viele Zugvögel sind.

## Salinenbetrieb

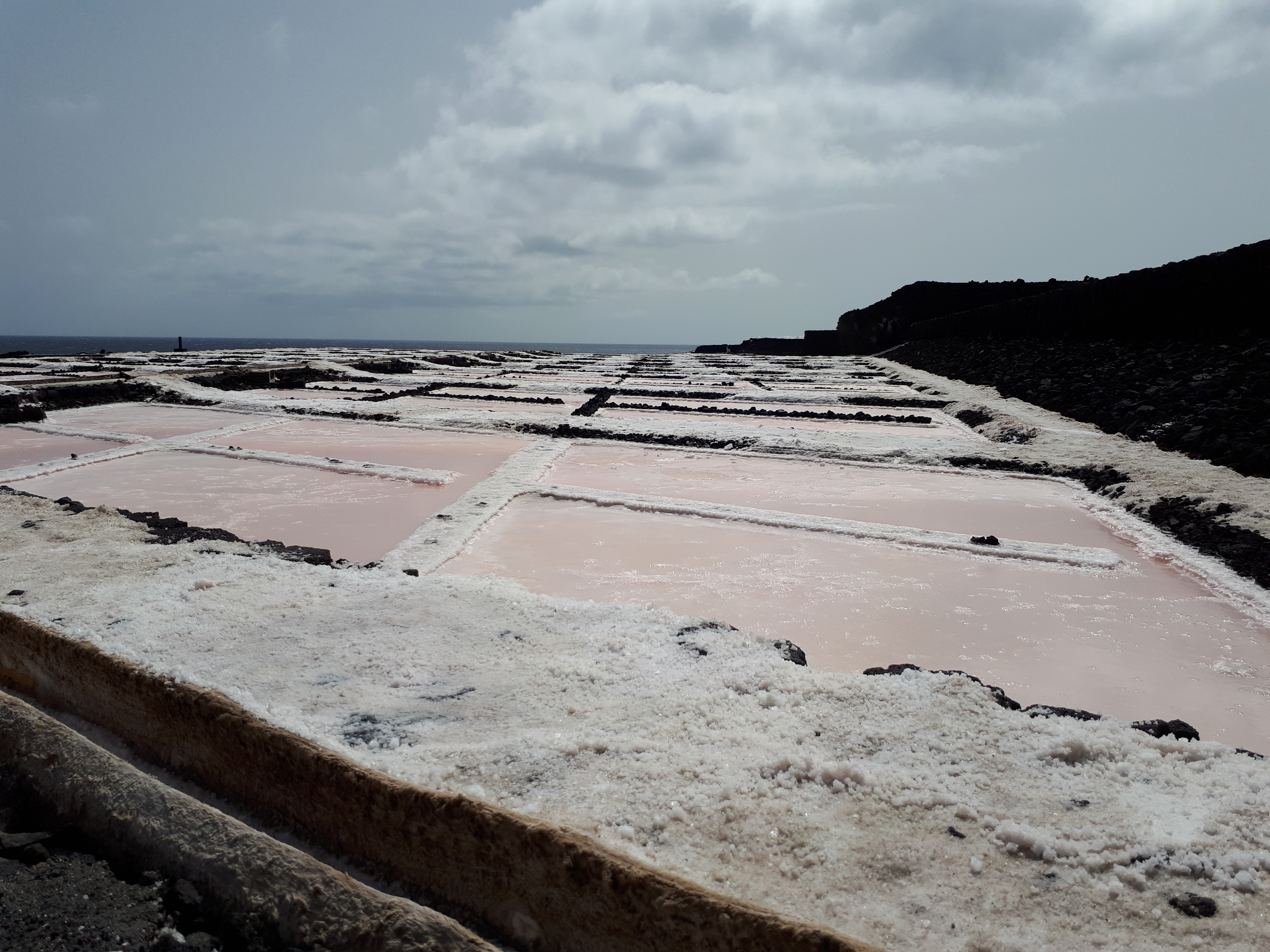
Salzpfannen mit bereits stark auskristallisiertem Salz

Die Salinen von Fuencaliente werden vom letzten noch aktiven Salinenbetrieb der die Inseln La Gomera, Teneriffa, La Palma und El Hierro umfassenden Provinz Santa Cruz de Tenerife angelegt und bewirtschaftet. Der Untergrund der einzelnen Salinen (auch Becken oder Salzpfannen) besteht aus feinem Lehm, die Begrenzungen aus Lavagestein. Diese Bauart heißt auch „Salina nueva de barro con forra de piedra“ oder Typ Lanzarote. Durch diese Bauart sind die Becken leicht zu pflegen. Betrieben wird das aus unterschiedlichen Becken angelegte Salinensystem von dem Familienunternehmen Salinas Marinas de Fuencaliente S.L in der dritten Generation. Die zum Salinenbetrieb gehörige Fläche ist insgesamt sieben Hektar groß.

### Salzgewinnung
Die jährlich gewonnene Salzmenge beläuft sich auf ca. 500 Tonnen. Der größte Teil des Salzes verbleibt auf La Palma, der überwiegende Rest wird auf die übrigen Inseln des Archipels verkauft. Allerdings wird auch auf Bestellung in andere Länder der EU exportiert. Die Gewinnung des Salzes erfolgt auf traditionelle Weise von Hand. Dabei kommen in den Salzpfannen ausschließlich die traditionellen Werkzeuge Cedazo (Sieb), Pala (Schaufel), Rastrillo (Rechen) und Carretilla (Schubkarren) zum Einsatz. Die Salzgewinnung findet in der Zeit von Mai bis ca. November statt. Die Zeit vor und nach der Salzernte wird zur Instandhaltung der Saline genutzt. Das zur Salzgewinnung benötigte Salzwasser wird über Pumpen aus dem tieferliegenden Atlantik in die Becken gepumpt und durchläuft eine Folge von ihnen, in denen aufgrund der Verdunstung das verbleibende Wasser immer salzhaltiger wird, bis es schließlich zur Kristallisation kommt. Zum Salinenbetrieb in Fuencaliente gehört eine Salzmühle, eine Verpackungsanlage und ein Trockenofen.

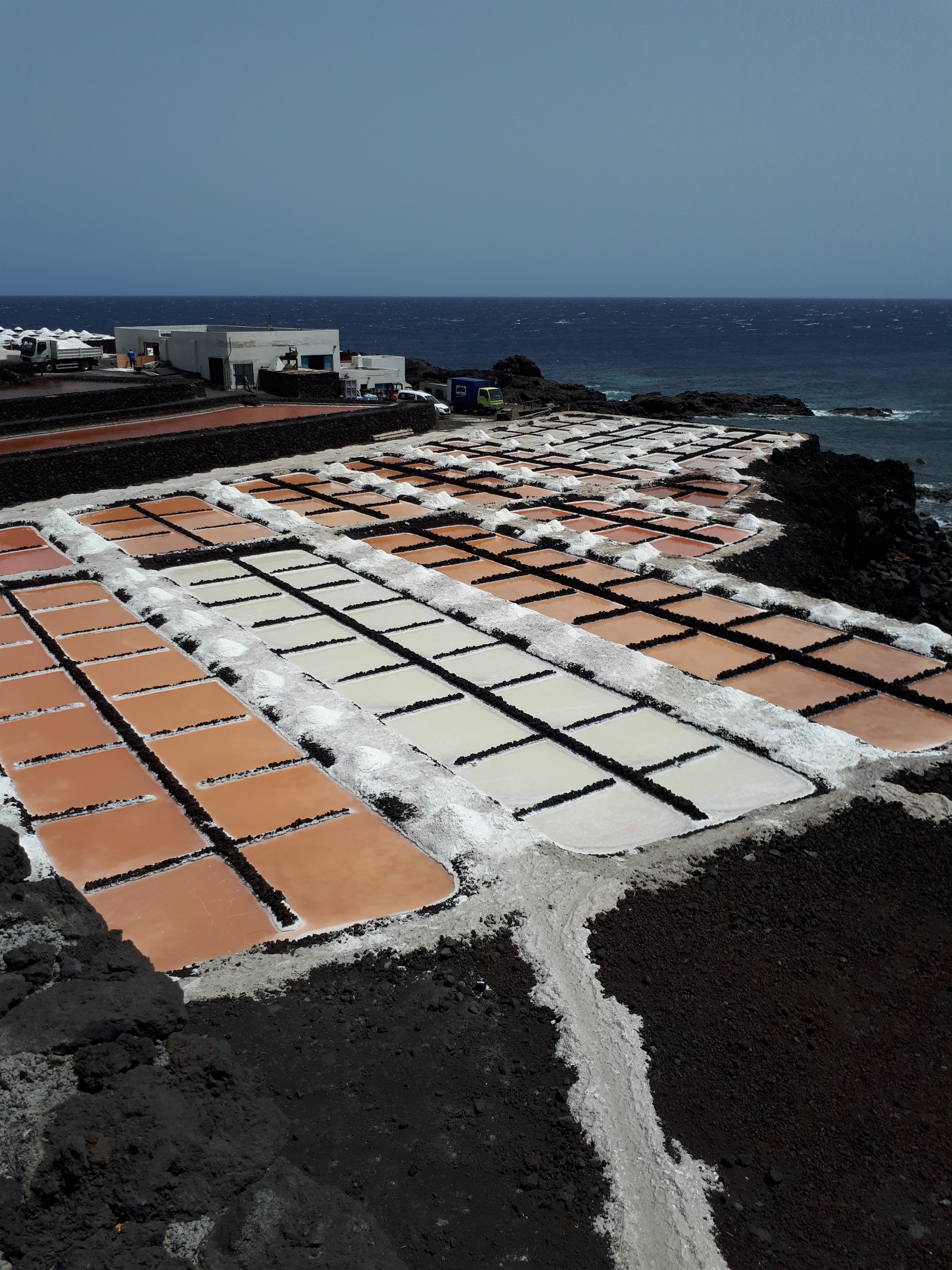
Teil des Salinenbetriebs. Im Hintergrund die Pumpstation und das Gebäude mit der Salzmühle, Trockenofen und Verpackung

Hergestellt werden folgende Salzarten:
- Grobkörniges Meersalz
- Feinkörniges Meersalz
- Salzblume (Flor de Sal)

Das gewonnene Salz ist frei von Rieselstoffen oder andere chemischen Additiven. Lediglich das „Flor de Sal“ wird, außer in seiner reinen Form, auch in veredelter, aromatisierter Form angeboten. Dabei kommen allerdings nur natürliche Zusätze wie z. B. Negramoll-Süßwein, Zitronen oder aus Paprikaschoten hergestelltes Mojo zum Einsatz. Dass das Salz trotzdem kein Öko-Siegel trägt, hängt damit zusammen, dass es in Spanien nicht als landwirtschaftliches Produkt, sondern als Mineral eingestuft wird.

### Wirtschaftliche Lage
Die Produktion von Meersalz auf den Kanarischen Inseln ging im Laufe der Zeit immer mehr zurück. So mussten im Laufe der Zeit die meisten Salinenbetriebe auf den Kanarischen Inseln aufgeben. Im Jahr 2017 waren von einstmals 60 Salinen nur noch 10 aktiv. Auch die Salinenwirtschaft von Fuencaliente ist und war dem wirtschaftlichen Druck ausgesetzt. Verstärkt wurde dieser Druck zusätzlich dadurch, dass Anfang der 1990er Jahre der Import von preisgünstigem Salz vom spanischen Festland und aus anderen Ländern auf die Kanaren (dem traditionellen Absatzorten der Saline) zunahm. Dieser Umstand zwang den Betreiber, sein Salz trotz hoher Produktionskosten aufgrund der handwerklichen Gewinnung zu sehr niedrigen Preisen zu verkaufen. Seit einigen Jahren hat sich die wirtschaftliche Lage entspannt. Mit dem Bau des Besucherzentrums mit Shop und Restaurant und der Aufnahme des Flor de Sal in die Produktpalette konnte der Umsatz gesteigert werden. Letzteres wird über einen Vertriebspartner in Feinkostläden auch auf dem europäischen Festland angeboten.

## Geschichte

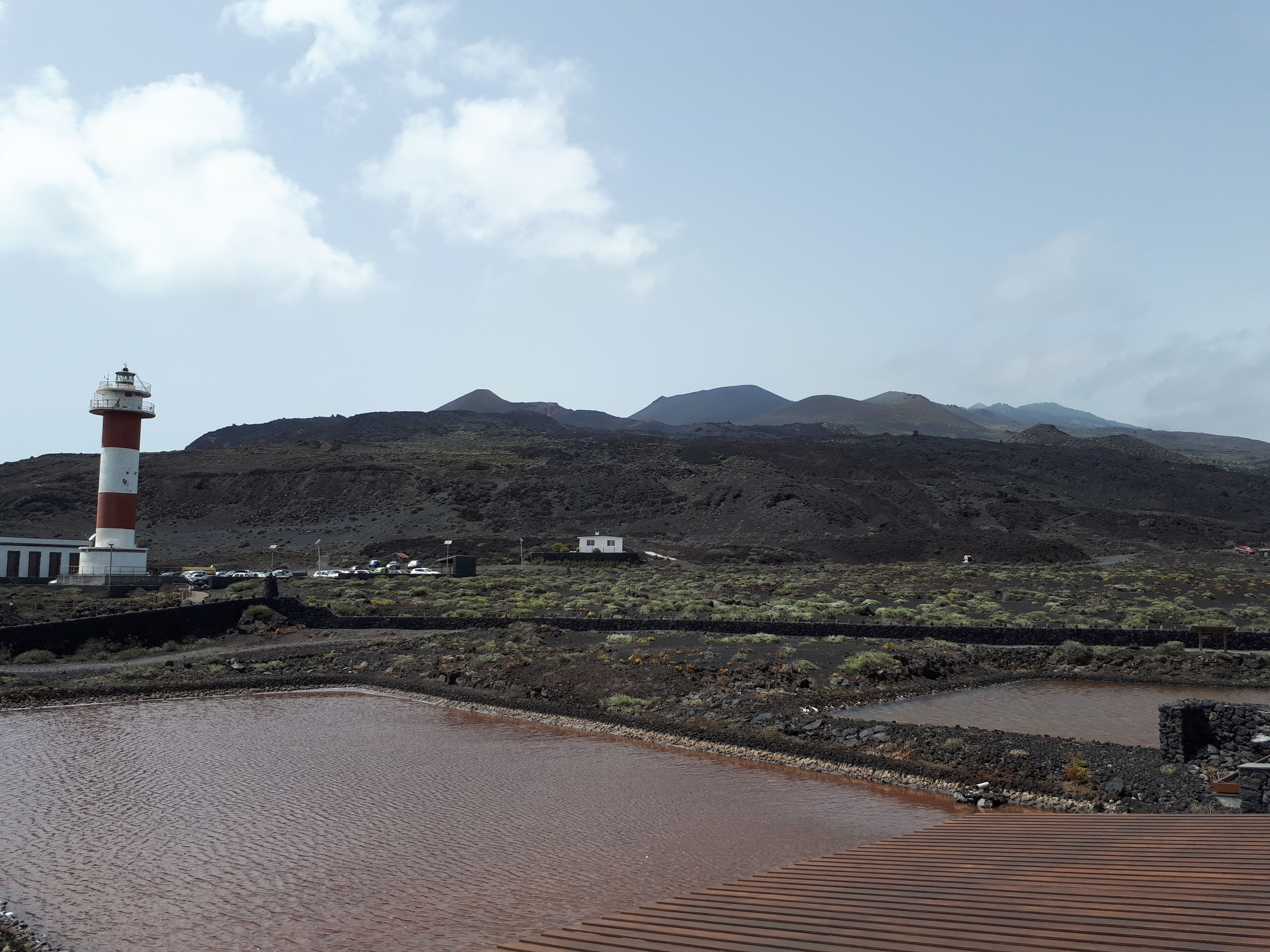
Blick in Richtung der Vulkane Teneguía und San Antonio

Gegründet wurde die Saline 1967 durch Don Fernando Hernandez, der sich entgegen allen Ratschlägen von anderen Salinenbetreibern der Kanaren an das Projekt wagte. Unterstützt wurde er dabei von dem erfahrenen Salinenmeister Don Luis Rodriguez. Bereits im Jahr 1971 musste die Saline für mehr als ein Jahr die Arbeit einstellen. Grund war der Ausbruch des Vulkans Teneguía, der nur etwas oberhalb der Saline liegt und dessen Lavaströme in der Nähe des benachbarten Leuchtturms ins Meer flossen. Der Vulkanausbruch hätte beinahe das Ende der Saline bedeutet. Einer der Lavaflüsse kam nur knapp 200 m vor der Saline zum Stehen. Seither wird das Salz unter dem Markennamen Sal Marina Teneguía vermarktet. In den folgenden Jahren kamen Botaniker, Ornithologen, Geologen und Wissenschaftler anderer Fachrichtungen in das Gebiet, um Flora, Fauna und geologische Prozesse zu studieren. Die dabei gewonnenen Erkenntnisse führten dazu, dass die Saline 1994 zum Gebiet wissenschaftlichen Interesses (Sitio de Interés Científico) erklärt wurde.
Im Jahre 1994 erhielt der Betreiber Gelder aus einem Fond der UNESCO, die zur Renovierung und Erweiterung der Anlage dienten. Die Anerkennung als Gebiet wissenschaftlichen Interesses hatte allerdings zur Folge, dass das geplante Museum und ein Restaurant nicht gebaut werden konnten, da eine andere Nutzung der Saline als zur Salzgewinnung nicht erlaubt war. Erst nach jahrelangem Tauziehen wurde im Jahr 2012 die Genehmigung zum Bau eines Besucherzentrums mit Museum und Restaurant erteilt.

## Besucherzentrum und Lehrpfad

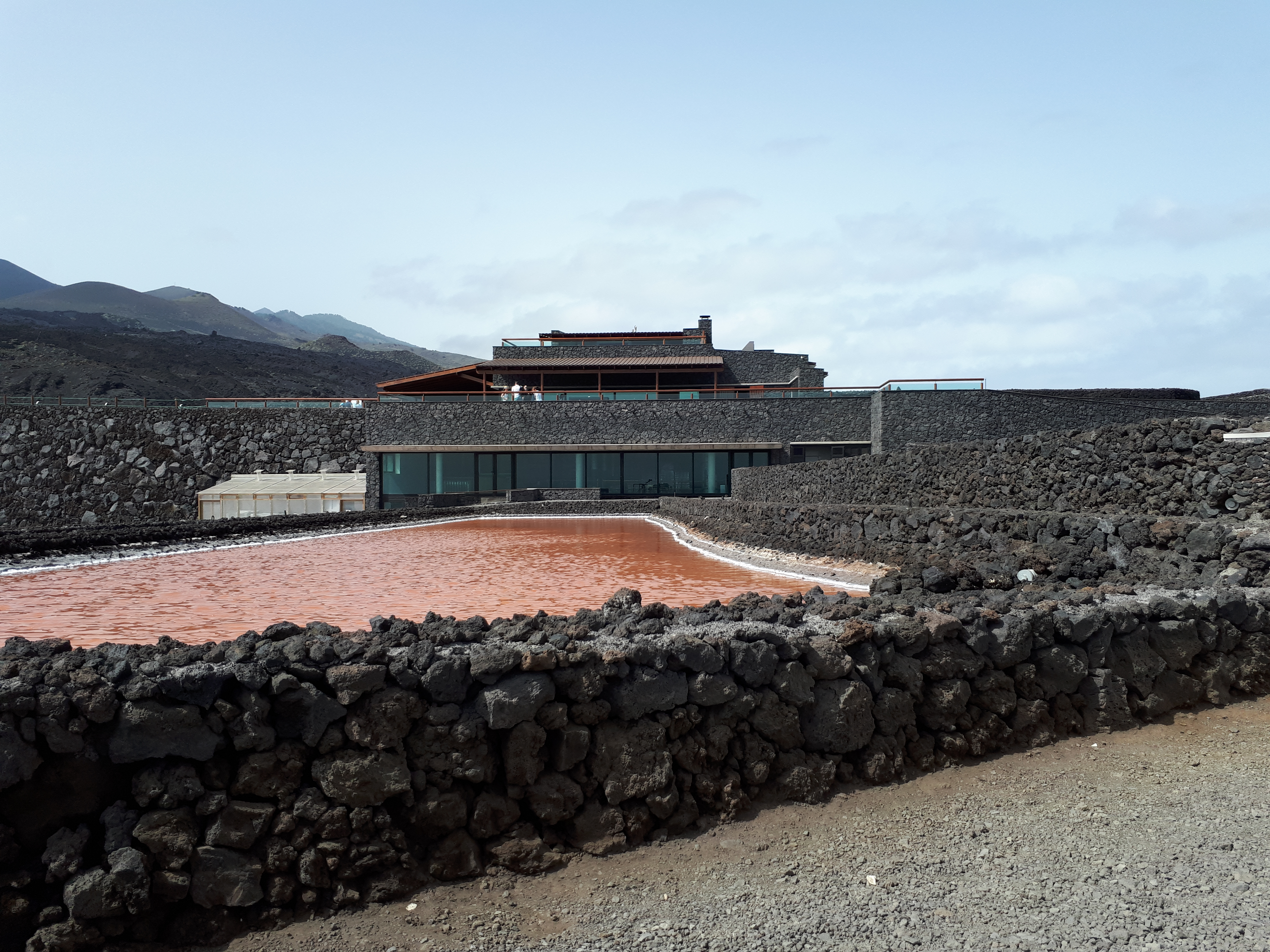
Untergeschoss des Besucherzentrums Centro de Interpretación Salinas de Fuencaliente

Das Besucherzentrum „Centro de Interpretación Salinas de Fuencaliente“ beherbergt im Erdgeschoss das im September 2013 eröffnete Themenrestaurant „El Jardín de la Sal“ sowie einen kleinen Shop, in dem Salz, andere regionale Produkte und Souvenirs erworben werden können. Unter anderem kann hier Salz verkostet werden. Auf der Dachterrasse befindet sich eine Kaffeebar. Das im Untergeschoss geplante Museum mit Ausstellung befindet sich (Stand Juli 2018) noch im Aufbau. Neben dem Besucherzentrum wurde ein Schaubecken angelegt. Über das Gelände der Saline führt ein Lehrpfad in Form eines Rundweges. An den einzelnen Stationen werden auf Schautafeln der Salzgewinnungsprozess und die Flora und Fauna erklärt. Bei der Planung des Gebäudes wurde viel Wert darauf gelegt, dass es sich gut in die Saline und die Umgebung einfügt und für den Bau ausschließlich Natursteine verwendet. Da wegen strenger Auflagen das Gebäude in seiner Höhe begrenzt war, wurde für das geplante Museum ein Untergeschoss angelegt.

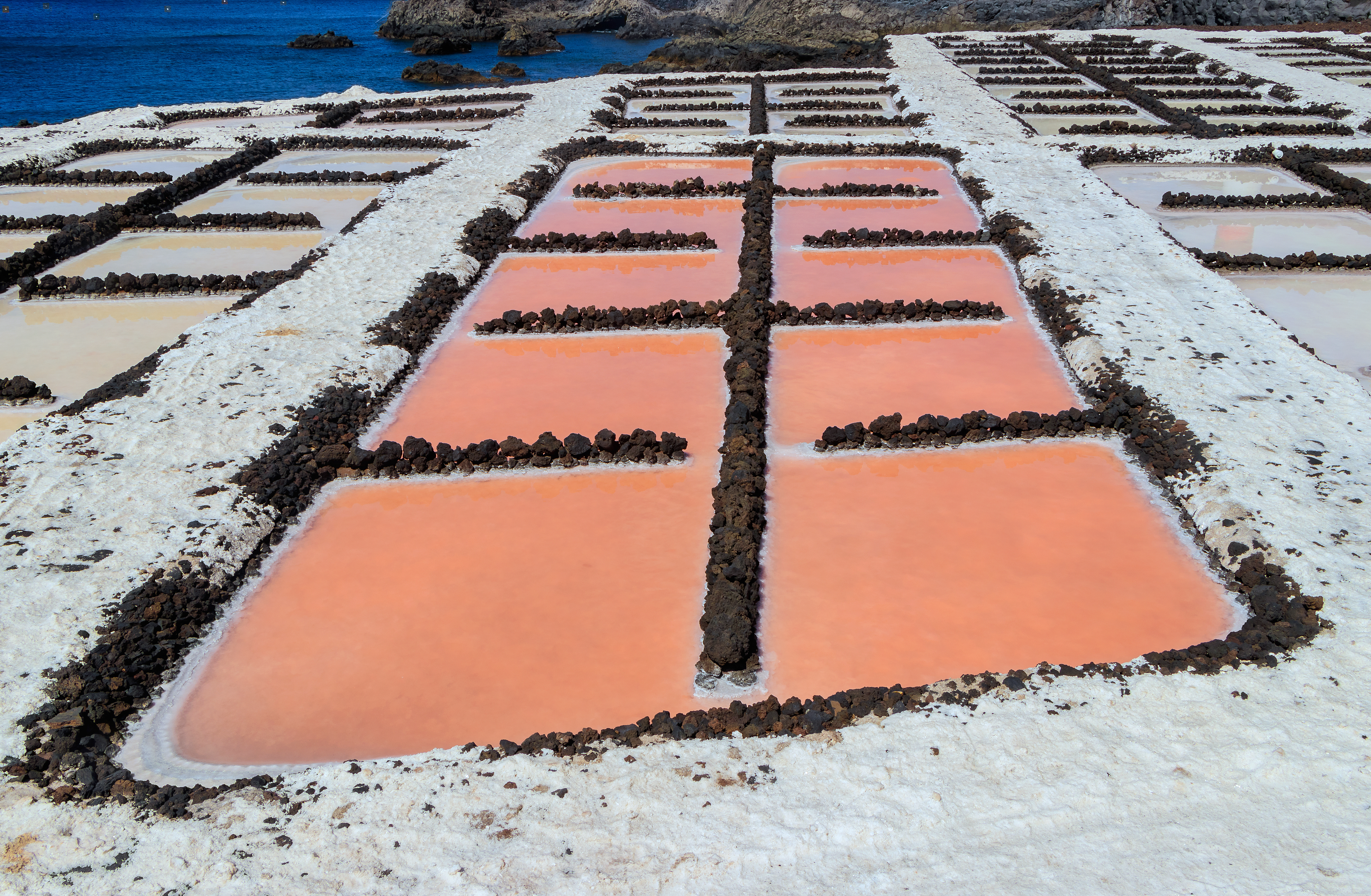
Becken mit durch Dunaliella salina rot gefärbten Wasser

## Flora und Fauna
Die Salinen von Fuencaliente sind ein Ort für die Beobachtung von Vögeln, insbesondere von Watvögeln, von denen einige vom Aussterben bedroht und durch Abkommen oder andere gesetzliche Bestimmungen geschützt sind. Insgesamt sind an den Salinen etwa 15 Vogelarten zu beobachten, die in diesem Raum die nötige Nahrung und Ruhe zum Aufenthalt und Nisten finden. Die Salzpfannen dienen etwa 30 verschiedenen Arten von Zugvögeln als Rastplatz. Im Zuge der Zertifizierung zur Sitio de Interés Científico wurde eine Vielzahl von Tier- und Pflanzenarten auf dem geschützten Areal erfasst, auch solchen, die nur auf La Palma endemisch vorkommen oder selten und geschützt sind.
Zu den speziell an den hohen Salzgehalt angepassten Pflanzen und Tieren, die in den Salzpfannen des Gebiets vorkommen, gehören unter anderem die Meeres-Salde (Ruppia maritima) aus der Familie der Saldengewächse, die Alge Dunaliella salina (die für die rötliche Färbung des Wassers der Becken verantwortlich ist) und der Salinenkrebs (Artemia salina). 

### Flora
| Deutscher Name             | Wissenschaftlicher Name |
| -------------------------- | ----------------------- |
| Kanaren-Ampfer             | Rumex lunaria           |
| Seidenhaarige Schizogyne   | Schizogyne sericea      |
| Frankenia                  | Frankenia ericifolia    |
| Kanarischer Beifuss        | Artemisia thuscula      |
| Stumpfblättrige Wolfsmilch | Euphorbia obtusifolia   |
| Nymphendolde               | Astydamia latifolia     |

### Fauna

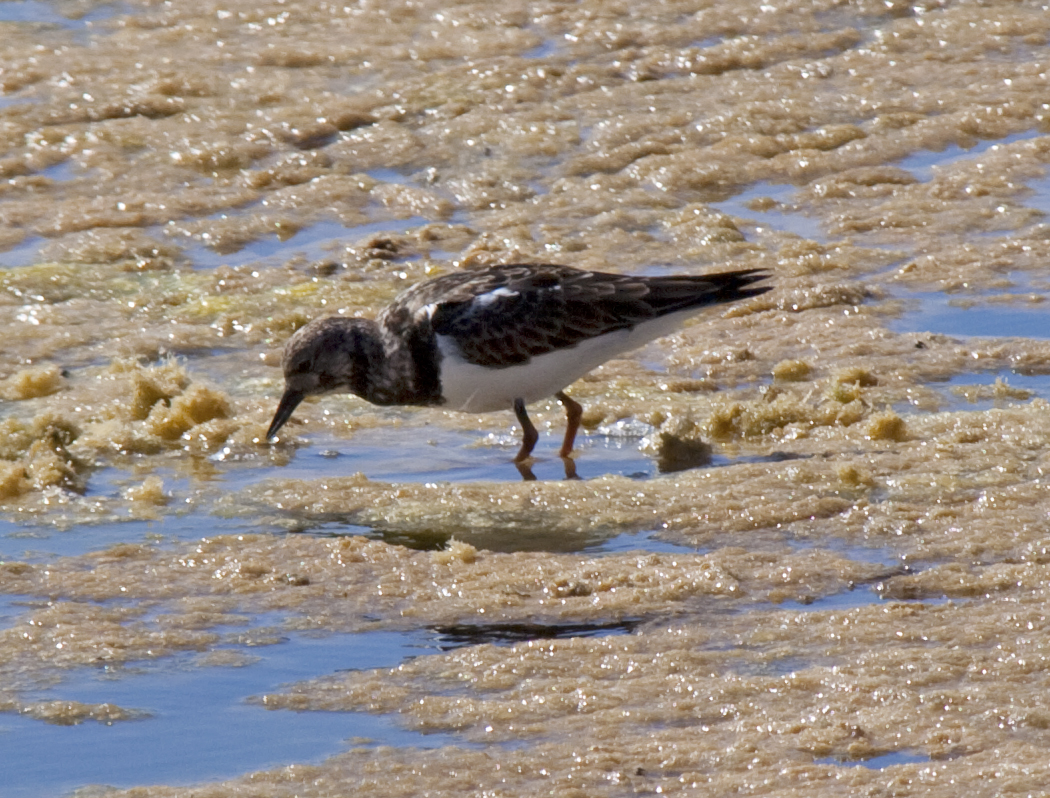
Steinwälzer in einer der Salzpfannen von Fuencaliente

#### Vögel (Auswahl)

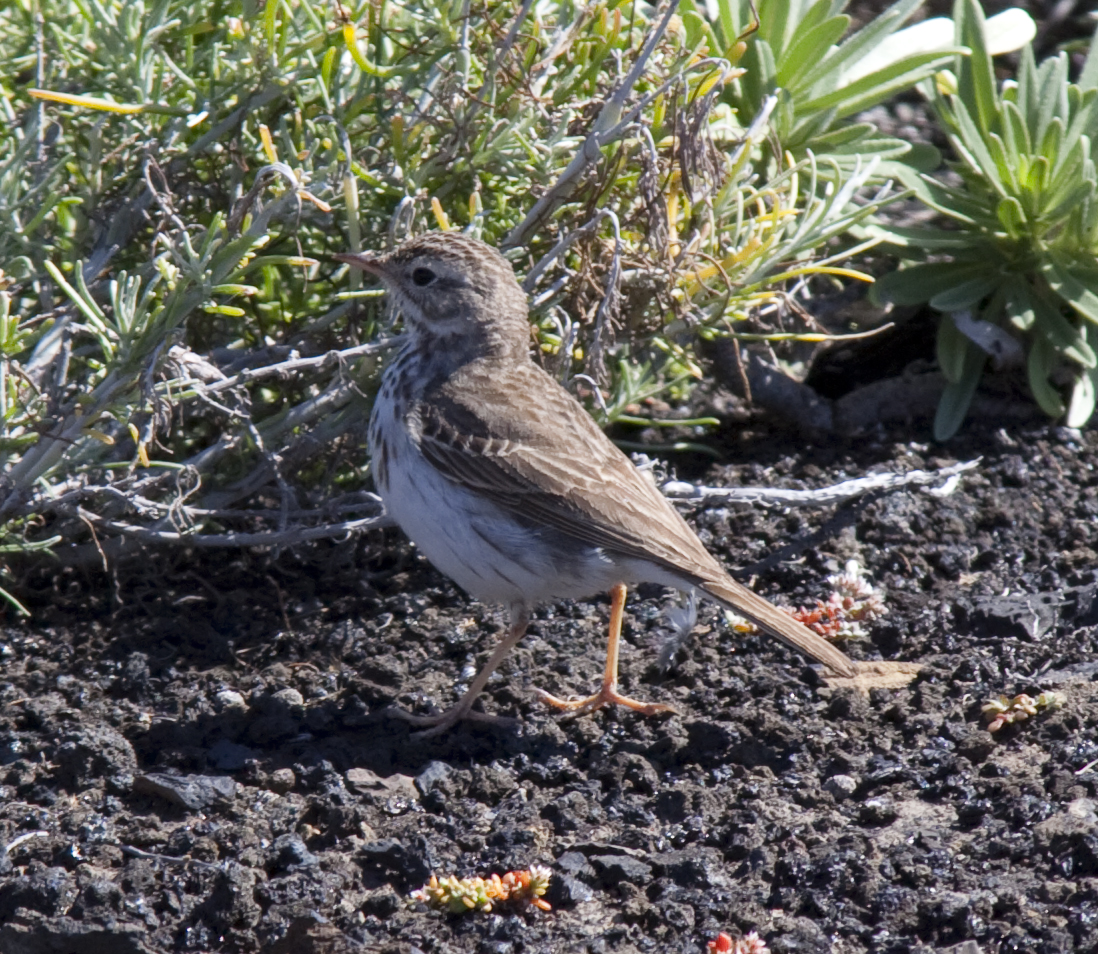
Kanarienpieper am Leuchtturm von Fuencaliente

| Deutscher Name      | Wissenschaftlicher Name |
| ------------------- | ----------------------- |
| Steinwälzer         | Arenaria interpres      |
| Sandregenpfeifer    | Charadrius hiaticula    |
| Alpenstrandläufer   | Calidris alpina         |
| Stelzenläufer       | Himantopus himantopus   |
| Grünschenkel        | Tringa nebularia        |
| Sanderling          | Calidris alba           |
| Rotschenkel         | Tringa totanus          |
| Regenbrachvogel     | Numenius phaeopus       |
| Kiebitzregenpfeifer | Pluvialis squatarola    |
| Kanarenpieper       | Anthus berthelotii      |
| Einfarbsegler       | Apus unicolor           |
| Graureiher          | Ardea cinerea           |
| Waldohreule         | Asio otus canariensis   |
| Felsentaube         | Columba livia           |
| Uferschnepfe        | Limosa limosa           |

| Deutscher Name      | Wissenschaftlicher Name               |
| ------------------- | ------------------------------------- |
| Kampfläufer         | Philomachus pugnax                    |
| Kubaflamingo        | Phoenicopterus ruber                  |
| Kanarenzilpzalp     | Phylloscopus canariensis              |
| Alpenkrähe          | Pyrrhocorax pyrrhocorax               |
| Säbelschnäbler      | Recurvirostra avosetta                |
| Kanarengirlitz      | Serinus canarius                      |
| Fluss-Seeschwalbe   | Sterna hirundo                        |
| Brandseeschwalbe    | Sterna sandvicensis                   |
| Turteltaube         | Streptopelia turtur                   |
| Samtkopf-Grasmücke  | Sylvia melanocephala ssp. leucogastra |
| Mönchsgrasmücke     | Sylvia conspicillata                  |
| Seeregenpfeifer     | Charadrius alexandrinus               |
| Flussregenpfeifer   | Charadrius mongolus                   |
| Wilson-Wassertreter | Phalaropus tricolor                   |

#### Fledermäuse
| Deutscher Name     | Wissenschaftlicher Name |
| ------------------ | ----------------------- |
| Madeira-Fledermaus | Pipistrellus maderensis |

#### Reptilien
| Deutscher Name                     | Wissenschaftlicher Name |
| ---------------------------------- | ----------------------- |
| La Palma Kanareneidechse (Rotbart) | Gallotia galloti palmae |
| Kanarengecko                       | Tarentola deladandii    |

#### Insekten
| Deutscher Name              | Wissenschaftlicher Name           |
| --------------------------- | --------------------------------- |
| Schwarzkäfer                | Arthrodeis obesus ssp. simillimus |
| Schmetterlingsmücken        | Nemapalpus flavus                 |
| Laufkäfer                   | Olisthophus palmensis             |
| Vierpunktige Sichelschrecke | Phaneroptera nana                 |
| Kleinspanner                | Scopula guancharia ssp. ilustris  |
| Ironclad beetles            | Tarphius affinis                  |
| Ohrwürmer                   | Anatelia troglobia                |
| 1. 2.                       |                                   |

## Weitere Sehenswürdigkeiten in der Umgebung
- Der Volcán de San Antonio mit Besucherzentrum für den San Antonio und Teneguia (Karte)
- Leuchtturm Faro de Fuencaliente mit dem Informationszentrum des Meeresschutzgebiets der Insel La Palma (Centro de Interpretación de la Reserva de La Palma) direkt neben der Saline.
- Der Vulkan Teneguía (Karte)
- Die Heilige Quelle „Fuenta Santa“ (Karte)